# Thomas Schaarschmidt (Historiker)
Thomas Schaarschmidt (* 25. Oktober 1960 in Hilden) ist ein deutscher Historiker.

## Leben
Nach dem Studium der Mittelalterlichen und Neuen Geschichte, Politologie und Älteren Germanistik in den Jahren 1979 bis 1990 an der Universität Bonn, der Promotion 1990 in Mittelalterlicher und Neuerer Geschichte bei Klaus Hildebrand und der Habilitation 2002 in Neuerer und Zeitgeschichte ist er seit 2004 wissenschaftlicher Mitarbeiter am ZZF Potsdam. 2016 wurde er außerplanmäßiger Professor an der Universität Potsdam.
Seine Forschungsinteressen sind sozial- und kulturhistorische Ansätze zur Erforschung moderner Diktaturen, regionale Mittelinstanzen in Demokratien und Diktaturen sowie Erinnerungskulturen und die Nachgeschichte des Nationalsozialismus.

## Schriften (Auswahl)
- Außenpolitik und öffentliche Meinung in Großbritannien während des deutsch-französischen Krieges von 1870/71. Berlin 1993, ISBN 3-631-46566-1.
- mit Hildegard Krengel: Bibliographie zur Geschichte der CDU und CSU 1987–1990. Düsseldorf 1994, ISBN 3-7700-1873-7.
- Regionalkultur und Diktatur. Sächsische Heimatbewegung und Heimat-Propaganda im Dritten Reich und in der SBZ/DDR. Köln 2004, ISBN 3-412-18002-5.
- (Hrsg.): Historisches Erinnern und Gedenken im Übergang vom 20. zum 21. Jahrhundert. Berlin 2008, ISBN 978-3-631-55429-6.